# Turniej o Srebrny Kask 1979
Turniej o Srebrny Kask 1979 w sporcie żużlowym – coroczny turniej żużlowy organizowany przez Polski Związek Motorowy. Czternasty finał odbywał się w Zielonej Górze, gdzie wygrał Roman Jankowski.

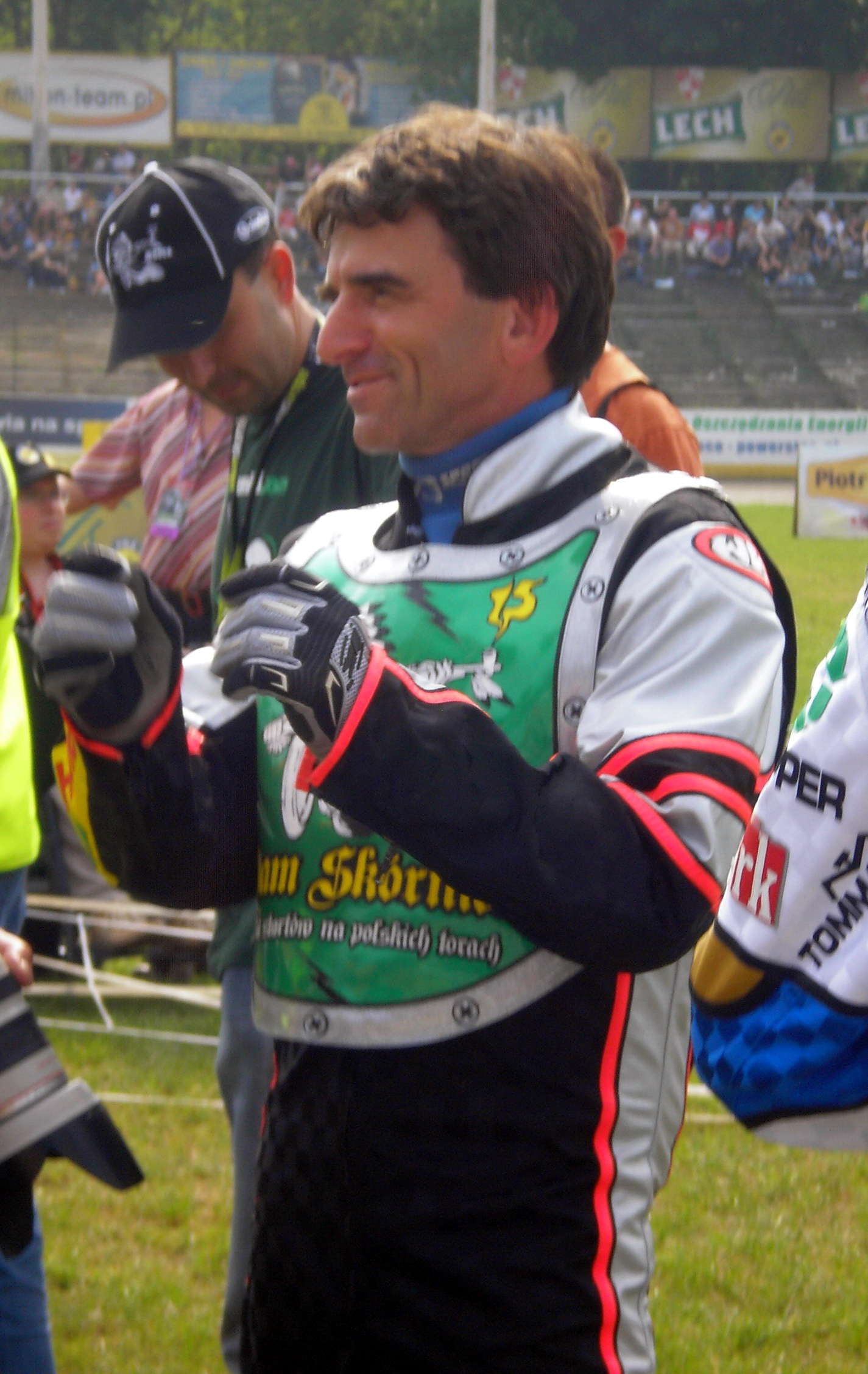
Roman Jankowski - zdobywca SK 1979 (zdjęcie z 17 maja 2008)

## Finał
- 23 sierpnia 1979 r. (czwartek), Zielona Góra

| Msc. | Zawodnik              | Klub                 | Pkt  |             |  |
| ---- | --------------------- | -------------------- | ---- | ----------- |  |
| 1    | Roman Jankowski       | Unia Leszno          | 14   | (3,3,3,3,2) |  |
| 2    | Marek Towalski        | Stal Gorzów Wlkp.    | 13+3 | (2,3,3,2,3) |  |
| 3    | Andrzej Huszcza       | Falubaz Zielona Góra | 13+2 | (2,2,3,3,3) |  |
| 4    | Henryk Olszak         | Falubaz Zielona Góra | 12   | (3,3,3,3,d) |  |
| 5    | Eugeniusz Miastkowski | Apator Toruń         | 11   | (3,1,2,3,2) |  |
| 6    | Marek Kępa            | Motor Lublin         | 9    | (1,3,1,2,2) |  |
| 7    | Ryszard Buśkiewicz    | Unia Leszno          | 8    | (1,0,2,2,3) |  |
| 8    | Bronisław Klimowicz   | ROW Rybnik           | 7    | (0,2,2,1,2) |  |
| 9    | Henryk Jasek          | Sparta Wrocław       | 6    | (0,2,0,1,3) |  |
| 10   | Andrzej Surowiec      | Andrzej Surowiec     | 6    | (3,d,2,0,1) |  |
| 11   | Andrzej Maroszek      | Polonia Bydgoszcz    | 6    | (2,2,1,0,1) |  |
| 12   | Stanisław Gała        | Start Gniezno        | 5    | (2,1,-,2,0) |  |
| 13   | Wiesław Patynek       | Polonia Bydgoszcz    | 4    | (1,1,1,d,1) |  |
| 14   | Stanisław Kępowicz    | Unia Tarnów          | 3    | (1,0,1,1,0) |  |
| 15   | Krzysztof Głowacki    | Polonia Bydgoszcz    | 2    | (0,0,0,1,1) |  |
| 16   | Edward Gawełczyk      | Unia Tarnów          | 1    | (0,1,0,0,0) |  |
|      | rez. Marek Makowski   | Apator Toruń         | 0    | (d)         |  |